# Tropidion centrale
Tropidion centrale är en skalbaggsart som först beskrevs av Martins 1962. Tropidion centrale ingår i släktet Tropidion och familjen långhorningar.
Artens utbredningsområde är:
- Panama.
- Venezuela.

Inga underarter finns listade i Catalogue of Life.